# Dispositivo antiestático

Un dispositivo antiestático es cualquier dispositivo que reduce, amortigua, o de otra manera inhibe la descarga electroestática; el aumento o descarga de la electricidad estática, la cual puede dañar componentes electrónicos como discos duros de computadora, e incluso prender líquidos flamables y gases.

Existen muchos métodos para neutralizar, varían en el uso y efectividad dependiendo de la aplicación. Los agentes antiestáticos son compuestos químicos que pueden ser añadidos a un objeto, o al empaque de un objeto, para ayudar a detener el aumento o descarga de electricidad estática. Para la neutralización de la carga estática en áreas grandes, como el suelo de una fábrica, los sistemas antiestáticos utilizan efectos de emisión de electrones como el efecto corona o la fotoemisión que introduce iones en el área y neutraliza todo objeto eléctricamente cargado. En muchas situaciones, la protección ESD suficiente, puede ser alcanzada creando tierras eléctricas.

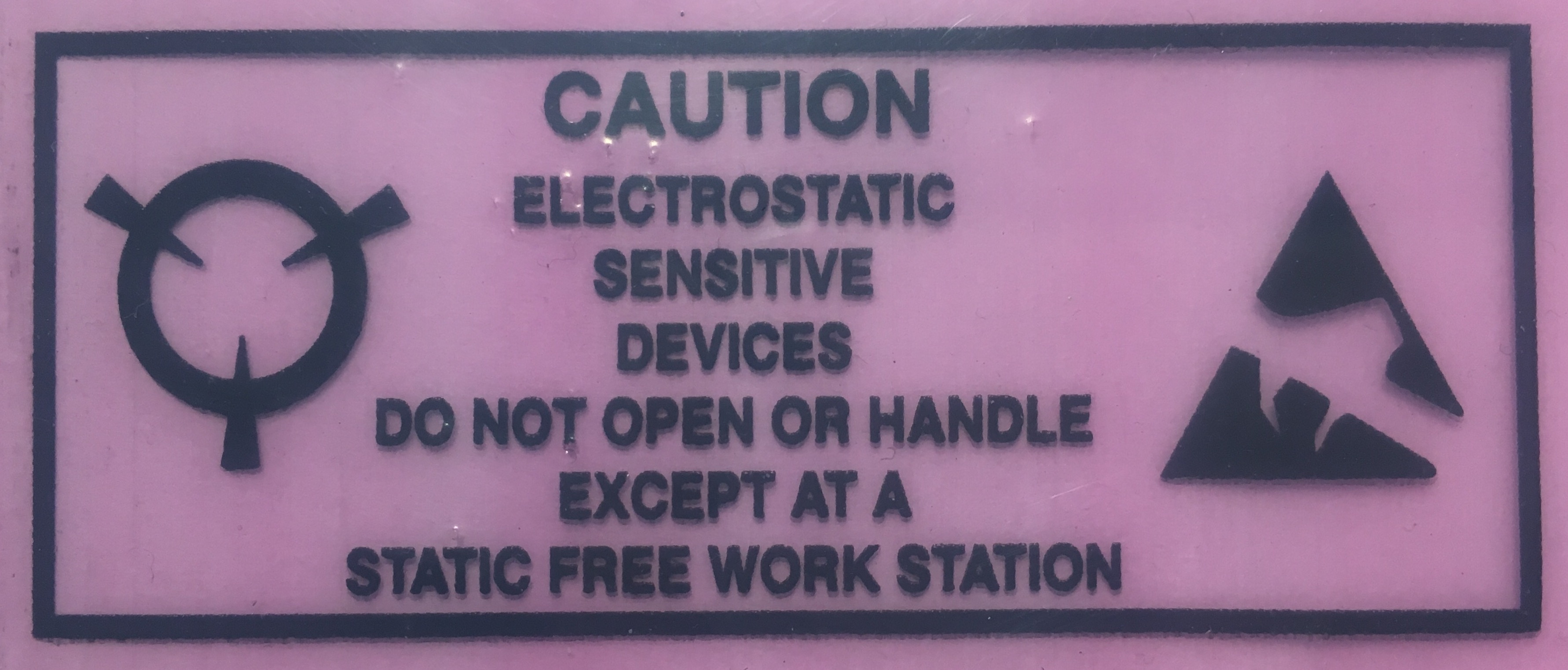
Una etiqueta de una bolsa antiestática, con el símbolo de círculo en la parte izquierta y el triangular en la parte derecha

## Simbología
Muchos símbolos pueden ser encontrados en productos, indicando que el producto es electroestáticamente sensible, también en protección antiestática, para proteger componentes eléctricamente sensibles con bolsas antiestáticas.

### Símbolo
ANSI/ESD standard S8.1-2007 es visto más comúnmente en aplicaciones relacionadas con electrónicos. Múltiples variaciones consisten en un triángulo con una mano decapitada.

Versiones del símbolo tendrán usualmente la mano cruzada en forma de precaución por la protección del componente, indicando que es ESD sensible y no puede ser tocado a menos de que se utilice protección antiestática.

Otra versión del símbolo tiene un triángulo rodeado por una circunferencia. Esta variante hace referencia al dispositivo de protección antiestática, como una pulsera antiestática, en vez del indicar la protección del componente. Usualmente no muestra la mano con el cruce, indicando que el contacto con el componente es seguro.

### Círculo
Otro símbolo común es formado con una circunferencia intersecada con tres flechas. Originada como una normativa militar de Estados Unidos, ha sido adoptada en toda la industria. Su intención es la descripción de un dispositivo siendo interceptado por cargas, indicado por las flechas.

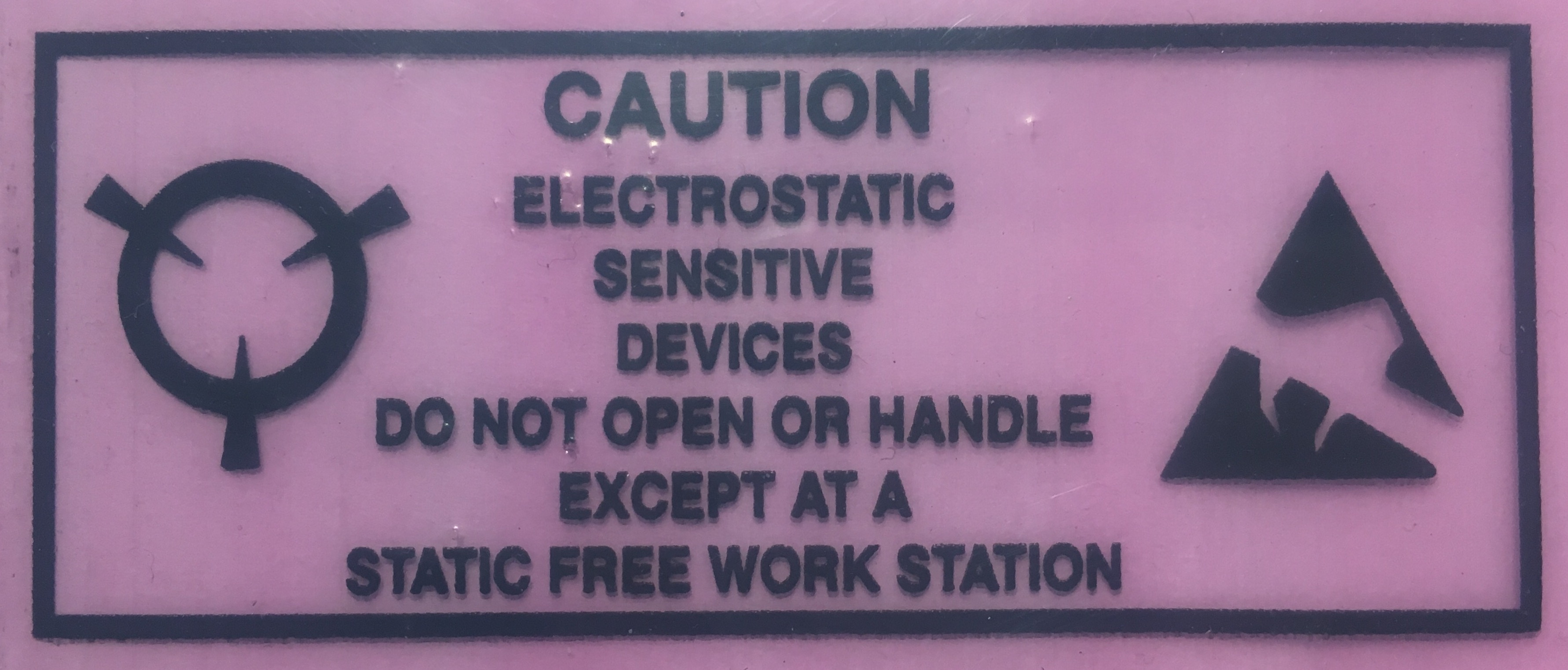
Una etiqueta de una bolsa antiestática, con el símbolo de círculo en la parte izquierta y el triangular en la parte derecha

Una versión del círculo puede ser vista a la izquierda de esta figura.

## Ejemplos

### Bolsa antiestática
Una bolsa antiestática es una bolsa usada para almacenar o enviar elementos electrónicos los cuales pueden ser propensos a sufrir daño causado por descargas electroestáticas.

### Barra ionizante
Una barra ionizante, a veces referida como una barra estática, es un tipo de equipo industrial utilizado para remover electricidad estática de una línea de producción para disipar la adhesión estática y otros factores que pueden afectar la línea. Es importante en la manufacturación y en la industria de la impresión, pero también puede ser utilizada en otras aplicaciones.
Las barras ionizantes son usualmente suspendidas arriba de una cinta transportadora u otros aparatos dentro de una línea de producción donde el producto puede pasar debajo de la barra; la distancia esta usualmente calibrada para la aplicación específica. La barra funciona emitiendo una corona ionizada a los productos debajo de ella. Si el producto en la línea tiene una carga estática positiva o negativa, cuando pasa a través del aura ionizada creada por la barra, está atraerá la carga correspondiente positiva o negativas y se convertirá en eléctricamente neutral.

### Tapete antiestático
Un tapete antiestático o un tapete conectado a tierra elimina la electricidad estática. Lo hace gracias a que tiene una resistencia baja controlada: un tapete de metal mantendría las piezas a tierra, pero podría hacer cortocircuito en las partes expuestas; un tapete aislante no proveería conexión a tierra. La resistencia típica esta en el orden de  105 a 108 ohms entre los puntos del tapete y el suelo. El tapete necesita estar conectado a tierra. Esto es importante para hacer la descarga a una velocidad lenta, por lo que una resistencia debe ser usada para hacer tierra en el tapete, también previene el peligro de electrocutarse cuando se trabaja con partes de bajo voltaje. Algunos tapetes conectados a tierra permiten conectar una pulsera antiestática a ellos. Hay versiones diseñadas para ser colocadas en el suelo y en el escritorio.

### Pulsera antiestática
Una pulsera antiestática, pulsera ESD, o un brazalete conectado a tierra, es un dispositivo antiestático usado para conectar seguramente a una persona que este trabajando en un ambiente con dispositivos electrónicos sensibles, a tierra. Para prevenir la acumulación de electricidad estática en su cuerpo, que puede resultar en una descarga electroestática (ESD).

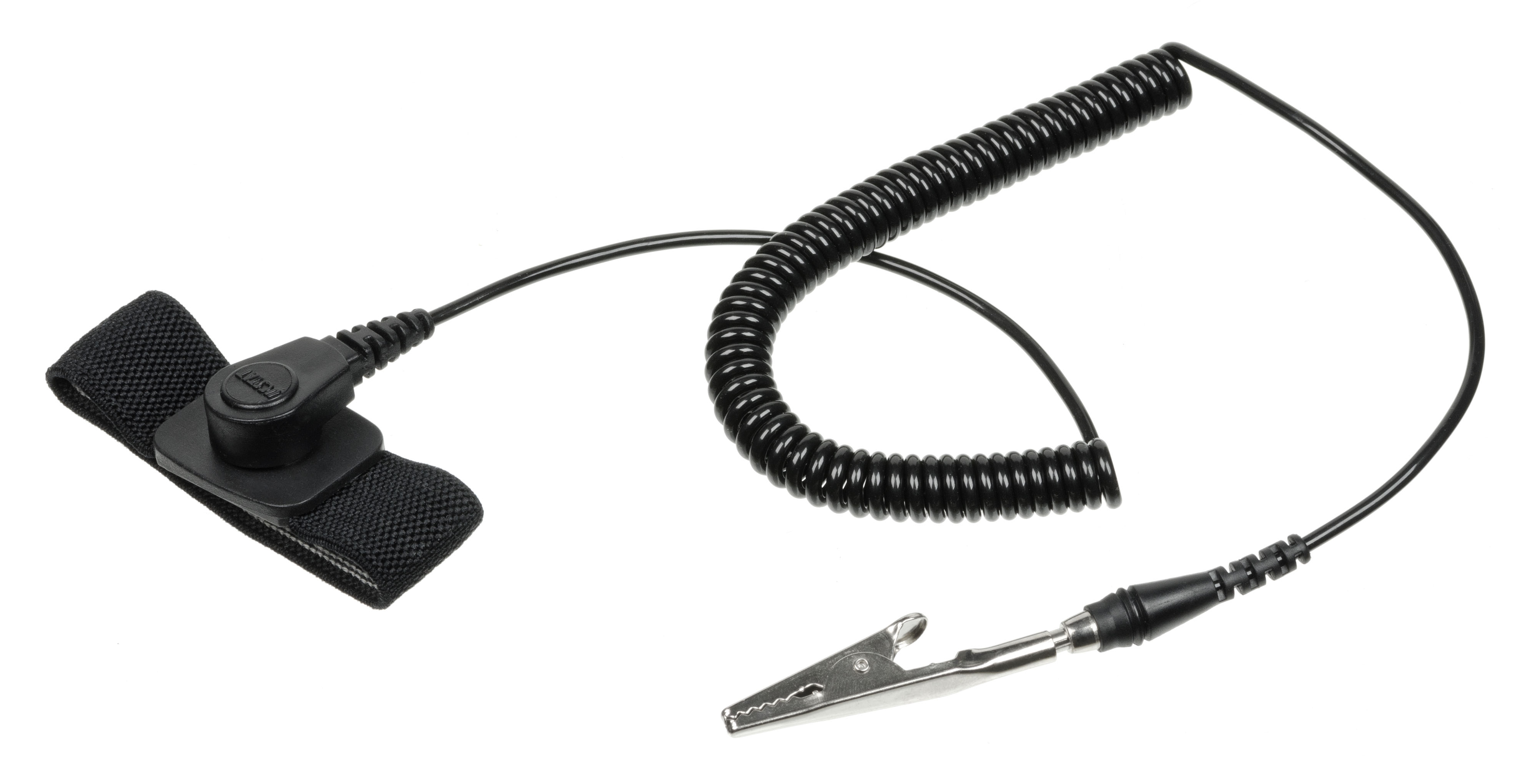
Una pulsera antiestática con broche tipo cocodrilo.

Es usado en la industria de la electrónica por trabajadores que laboran con dispositivos electrónicos que pueden ser dañados por ESD, y también es usado algunas veces por personas que trabajan con explosivos, para prevenir chispas eléctricas que pueden desencadenar una explosión. Consiste de una banda elástica hecha de tela con fibras conductivas en ella, están conectadas a un cable con un broche en el extremo para conectarlo a tierra. Las fibras usualmente están hechas de carbón o de goma llena de carbón, la correa esta unida con acero inoxidable. Usualmente se usan en conjunto con un tapete antiestático en la mesa de trabajo, o un plástico laminado especial antiestático.
Usualmente esta pulsera se usa en la mano no dominante. Se conecta a tierra mediante un cable enroscado retráctil y una resistencia de 1 megohm, lo que permite que las cargas de alto voltaje se escapen a través, pero previene el riesgo de corto circuito cuando se trabaja con partes de bajo voltaje. Cuando se trabaja con voltajes altos, para proteger al usuario se tienen que agregar más resistencias (0.75megohm por cada 250v) en el camino a tierra; esto normalmente tiene forma de un resistor de 4megohm en el cable.
Pulseras diseñadas para uso industrial están usualmente conectadas a tierra en puntos de conexión, que están presentes en el espacio de trabajo, mediante una conexión estándar de 9mm o un botón de presión de 10mm. Y las pulseras comerciales usualmente tienen un broche de cocodrilo al final.